# Рудольф Нієцький
Рудольф Гуго Нієцький (нім. Rudolf Nietzki, пол. Nietzki Rudolf Hugo, 9 березня 1847, Гайльсберг, нині Лідзбарк-Вармінський — 28 вересня 1917, санаторій Неккаргемюнд, Німеччина) — німецький хімік-органік, за національністю поляк.

## Біографія
Народився в Гайльсбергу, Німеччина (нині — Лідзбарк-Вармінський, Польща), у 1871—83 працював у Німеччині та Голландії, у 1884—1911 — у Базельському університеті (з 1887 професор).

## Наукова діяльність
Відкрив (1879) і впровадив у промисловість перший кислотний діазобарвник «бібріхський червоний», у 1887 отримав протравлювальні азобарвники з нітроанілінів і саліцилової кислоти. Відкрив (1883) сині азобарвникі. У 1885 розробив класифікацію синтетичних барвників за хромофорною ознакою. У 1888 запропонував хіноїдну теорію кольоровості.

## Праці
- Керівництво «Хімія органічних барвників» (1888).